# Gardingo
Gardingo es el nombre de un cargo de la corte visigoda. Se cree que era el capitán del castillo en que habitaba el rey. Los gardingos proceden de los «fideles», de los fieles al rey. En su origen parece que eran personas de su máxima confianza y protegían su persona. Asumirían también las funciones de ejecución de las órdenes reales y actuarían como delegados del monarca en determinados actos, especialmente militares. Pertenecían a la clase nobiliaria de los maiores. Su dignidad era inmediatamente inferior a la del duque y el conde. Al gardingo le convocaban con los obispos para hacer las leyes.

## Etimología
La palabra proviene del germánico *wardôn", 'guardar'. 